# BOOPSI
BOOPSI es un acrónimo que significa Basic Object Oriented Programming System for Intuition (Sistema básico de programación orientada a objetos para Intuition, en español), es un sistema orientado a objetos para AmigaOS. Mejora el sistema Intuition por medio de una interfaz orientada a objetos con un sistema de clases, en el cual cada clase representa a un único control (gadget o widget) o describe un evento de la interfaz. Esto ha llevado a una evolución en la que desarrolladores de terceras partes han realizado su propio sistema de clases. Puede ser utilizado para programar interfaces orientadas a objetos en el Amiga, a cualquier nivel.
Los objetos pueden ser emparejados uno con otro mediante el uso de BOOPSI. Por ejemplo, el programador conecta un campo de entrada para números con un control deslizante. Por lo tanto el valor numérico del campo de entrada cambiará de manera automática, una vez el usuario haya cambiado el control deslizante.
La creación y manipulación de interfaces BOOPSI se consigue mediante el uso de listas de parámetros (tag lists).
BOOPSI fue oficialmente introducido con la versión 2.0 del sistema operativo del Amiga.
La mayoría de las nuevas interfaces gráficas de usuario del Amiga utilizan BOOPSI, en particular, si utilizan MUI o Reaction.
- Datos: Q796862